# Delfín Colomé
Delfín Colomé Pujol (Barcelona, España, 14 de abril de 1946 - Seúl, Corea del Sur, 11 de abril de 2008) fue un músico, compositor y diplomático español.

## Biografía
Licenciado en Derecho por la Universidad de Barcelona en 1968, durante un tiempo ejerció la abogacía hasta que en 1973 se matriculó en la Escuela Diplomática. Después de ganar las oposiciones al cuerpo diplomático español en 1976, ha ocupado cargos de representación como consejero de la Unesco, miembro del equipo de Pedro Solbes en el Parlamento Europeo, director del Instituto de Cooperación Iberoamericana, y director general de Relaciones Culturales y Científicas del Ministerio de Asuntos Exteriores entre 1991 y 1996.
En lo que respecta a la representación de España en el extranjero, ha sido embajador en Filipinas y Micronesia (1996-2000), director ejecutivo de la Fundación Asia-Europa con sede en Singapur (2000-2004), y embajador de España en Corea del Sur, cargo que ostentaría desde 2004 hasta su muerte.
A lo largo de su vida compaginó la diplomacia con la composición musical. Durante su estancia en Manila ejerció como director invitado de la Orquesta Sinfónica Juvenil de Cebú, y buena parte de su obra ha estado influida por sus experiencias en Asia.
Falleció en Seúl a los 61 años, víctima de un cáncer.

### Trayectoria musical
Delfín Colomé cuenta con más de 70 obras musicales estrenadas en el circuito comercial. Formado en el Conservatorio Municipal de Música de Barcelona, estudió piano con Maria Teresa Balcells y dirección de orquesta con Lluís Moreno i Pallí. De joven mantuvo un papel activo en el movimiento de la Nova Cançó catalana y fue director de grupos en la Obra del Ballet Popular, que en aquella época agrupaba formaciones sardanistas y de danza tradicional.
En 1980 el pianista Carles Santos Ventura estrenó su primera obra, La vache qui mi, y desde entonces se especializó en piezas de coros, orquestas y danza tradicional. La mayoría de sus obras están compuestas para piano. Su carrera musical le llevó a impartir conferencias sobre música contemporánea española, escribir artículos sobre música en Diario 16, y realizar cursos tanto para la universidad pública —siendo profesor de Estética de Danza en la Universidad Autónoma de Madrid— como para instituciones privadas, entre ellas la Obra Social La Caixa y la Fundación Juan March.
Durante los Juegos Olímpicos de Barcelona 1992 diseñó el guion de la llegada de la antorcha olímpica en la playa de Ampurias, en el que se estrenaron piezas compuestas por él mismo.
En 2003 obtuvo el doctorado por la Universidad Autónoma de Madrid con una tesis sobre danza contemporánea.